# Ovatio
Az ovatio diadalmenet volt a Római Birodalomban a győztes hadvezér tiszteletére, amit Róma városában tartottak. 
A triumphusnál kevésbé ünnepélyes körülmények között zajlott, így például az imperator eredetileg gyalogszerrel, később lóháton lépett be a városba, és nem aranyruhában, hanem pusztán a magistratusokat megillető tógát viselve. Fejét nem babérlevelek, hanem mirtuszkoszorú (Ovalis Corona) övezte. A senatus nem vett részt a menetben, és trombitások helyett fuvolások emelték az esemény fényét. Sok esetben a katonaság nem is vett részt a felvonulásban. Az ovatio végeztével Jupiter capitolinusi templomában áldozatot mutattak be (juhokat, míg a triumphuson bikákat adtak az istennek).
Az ovatiót olyankor juttatták a hadvezérnek, ha a triumphus valamelyik feltétele nem teljesült, azaz a háború nem fejeződött be, kevés ellenség veszett oda (az első ovatiót pontosan emiatt szavazták meg Publius Postumius Tubertusnak), vagy az ellenség nem volt „méltó” rá (Például a rabszolgavezér Athénion vagy Spartacus leveréséért Marcus Perperna és Marcus Licinius Crassus pusztán ovatióban részesülhetett).

## Külső hivatkozások
- Ókori lexikon: Dona militaria
- Dictionary of Greek and Roman antiquities. Szerk.: William Smith. Boston, C. Little & J. Brown, 1870. Lásd még itt.